# Прас (Жура)
Прас (фр. Pratz) — колишній муніципалітет у Франції, у регіоні Бургундія-Франш-Конте, департамент Жура. Населення — 571 осіб (2011).
Муніципалітет був розташований на відстані близько 380 км на південний схід від Парижа, 100 км на південь від Безансона, 37 км на південний схід від Лонс-ле-Соньє.

## Історія
У 1956-2015 роках муніципалітет перебував у складі регіону Франш-Конте. Від 1 січня 2016 року належав до нового об'єднаного регіону Бургундія-Франш-Конте.
1 січня 2019 року Прас було приєднано до муніципалітету Лаван-ле-Сен-Клод.

## Демографія
Динаміка населення (Insee ):
Розподіл населення за віком та статтю (2006):
| Стать | Всього | До 15 років | 15-24 | 25-44 | 45-64 | 65-85 | Понад 85 |
| --- | ------ | ----------- | ----- | ----- | ----- | ----- | -------- |
| Чоловіки | 255    | 45          | 33    | 95    | 62    | 20    | 0        |
| Жінки | 329    | 99          | 32    | 108   | 49    | 41    | 0        |
| \| Статево-вікова піраміда \| Статево-вікова піраміда \| Статево-вікова піраміда \| \| ----------------------- \| ----------------------- \| ----------------------- \| \| Чоловіки \| Вік \| Жінки \| \| 0 \| 85 + \| 0 \| \| 4 \| 80-84 \| 4 \| \| 0 \| 75-79 \| 4 \| \| 8 \| 70-74 \| 25 \| \| 8 \| 65-69 \| 8 \| \| 0 \| 60-64 \| 4 \| \| 25 \| 55-59 \| 8 \| \| 16 \| 50-54 \| 21 \| \| 21 \| 45-49 \| 16 \| \| 25 \| 40-44 \| 29 \| \| 37 \| 35-39 \| 29 \| \| 12 \| 30-34 \| 25 \| \| 21 \| 25-29 \| 25 \| \| 8 \| 20-24 \| 16 \| \| 25 \| 15-20 \| 16 \| \| 8 \| 10-14 \| 37 \| \| 16 \| 5-9 \| 25 \| \| 21 \| 0-4 \| 37 \| |        |             |       |       |       |       |          |
| Статево-вікова піраміда |        |             |       |       |       |       |          |
| Чоловіки | Вік    | Жінки       |       |       |       |       |          |
| 0 | 85 +   | 0           |       |       |       |       |          |
| 4 | 80-84  | 4           |       |       |       |       |          |
| 0 | 75-79  | 4           |       |       |       |       |          |
| 8 | 70-74  | 25          |       |       |       |       |          |
| 8 | 65-69  | 8           |       |       |       |       |          |
| 0 | 60-64  | 4           |       |       |       |       |          |
| 25 | 55-59  | 8           |       |       |       |       |          |
| 16 | 50-54  | 21          |       |       |       |       |          |
| 21 | 45-49  | 16          |       |       |       |       |          |
| 25 | 40-44  | 29          |       |       |       |       |          |
| 37 | 35-39  | 29          |       |       |       |       |          |
| 12 | 30-34  | 25          |       |       |       |       |          |
| 21 | 25-29  | 25          |       |       |       |       |          |
| 8 | 20-24  | 16          |       |       |       |       |          |
| 25 | 15-20  | 16          |       |       |       |       |          |
| 8 | 10-14  | 37          |       |       |       |       |          |
| 16 | 5-9    | 25          |       |       |       |       |          |
| 21 | 0-4    | 37          |       |       |       |       |          |

## Економіка
2010 року серед 374 осіб працездатного віку (15—64 років) 289 були активними, 85 — неактивними (показник активності 77,3%, у 1999 році було 75,2%). З 289 активних мешканців працювало 257 осіб (148 чоловіків та 109 жінок), безробітними було 32 (12 чоловіків та 20 жінок). Серед 85 неактивних 30 осіб було учнями чи студентами, 28 — пенсіонерами, 27 були неактивними з інших причин.

У 2010 році в муніципалітеті числилось 210 оподаткованих домогосподарств, у яких проживали 582,0 особи, медіана доходів виносила 18 864 євро на одного особоспоживача